# Морэ & Рэльсы
Морэ & Рэльсы (Морэ&Рэльсы, More & Relsy, M&R) — музыкальная группа из Санкт-Петербурга, образованная в 1998 году. Их часто причисляли к стилю поп-панк, по стилю сценических выступлений, но сами музыканты обозначали свой стиль как инди-рок.

## История
В конце 1990-х в одном из спальных районов Санкт-Петербурга двое школьных друзей: Алексей Зверьков и Михаил Шульгин собираются вместе, чтобы исполнять собственную музыку, не похожую на русский рок.
В 1998 году они впервые появляются на публике под названием Морэ & Рэльсы.
В 1999 году состоялся дебютный релиз группы. В строгом соответствии с D.I.Y.-традициями, макси-сингл «Мальчики и девочки» музыканты издают на собственном неофициальном лейбле D_STROY. Группа заявляет о себе на питерских фестивалях и выступает по клубам.
В 2002 году М&Р выпускают свой первый альбом «Играть по клубам и доить спонсоров» (И.П.К.И.Д.С.), который привлек внимание московской аудитории. К группе присоединяется барабанщик Илья Липатов. Портал www.punk.ru называет Морэ&Рэльсы «Открытием года». Издание ROCKMUSIC.RU признает Морэ&Рэльсы «Лучшей концертной группой года». В 2004 выходит тираж очередного номера журнала ROCKMUSIC.RU с новым альбомом «На Дискач!!!» на обложке. Спустя год, российская студия «Союз» переиздаёт этот материал, осуществив новый мастеринг песен. Заглавный номер альбома — боевик «Морэ Энд» — успешно дебютирует в эфире радио Maximum. Группа ярко заявляет о себе на крупных столичных рок-фестивалях «Крылья» и «Нашествие», появляется на ТВ.
В истории Морэ & Рэльсы начинается период непрерывных концертов и гастролей по России, Украине, Белоруссии, длившийся несколько лет. Группа часто посещает страны Балтии, выступает на фестивале в Польше. В паузах между выступлениями музыканты сочиняют и записывают новые песни, лучшие из которых сложились в альбом «Автостопом по Прибалтике».

### Распад
В октябре 2010, находясь на пике формы, Морэ & Рэльсы неожиданно объявляют о прекращении концертной деятельности и устраивают серию прощальных выступлений в Санкт-Петербурге и Москве. Мотивация такого решения группы — усталость. Но не друг от друга, а от «постоянного нахождения в рамках, образе и материале Морэ & Рэльсы». А главное, музыкантами движет желание поиска «чего-то нового». Алексей Зверьков с головой погружается в кинопроизводство, Михаил Шульгин — в поиски себя и участие в группе Kim and Buran, Илья Липатов становится барабанщиком в группе Alai Oli и других коллективах.

### Воссоединение
В течение двух лет группа не гастролировала по стране. Однако давала ежегодные «эксклюзивные» концерты в Москве и Петербурге. А накануне нового, 2012 года, Морэ & Рэльсы добавили в свободный доступ в интернет компиляцию ранее записанных, но не изданных электрических и акустических песен «Сегодня мы не будем спать», в качестве рождественского сюрприза для друзей и поклонников группы.
Спустя ещё полгода молчания, летом 2012-го, Морэ & Рэльсы появляются на крупнейшем российском летнем фестивале Kubana, объясняя этот факт желанием «весело и с удовольствием провести вместе неделю на южном морском берегу и порадовать себя и публику». Ещё через полгода барабанщик Илья Липатов делится на страницах Time Out планами возможного воссоединения группы.
Летом 2013-го вышел микро-альбом «Когда-нибудь ты сгоришь», состоящий из трёх новых композиций. Группа дала серию концертов в нескольких городах, что позволяет говорить о её воссоединении. Осенью вышел сингл «Едет парень» и клип на эту песню, и уже весной 2014 вышел первый за пять лет новый релиз группы под таинственным названием «67».

### Медленно стекать в море
В апреле 2015 года группу покидает барабанщик Илья Липатов, который считался основным участником, так как в МОРЭ&РЭЛЬСЫ играл с 2003 года. Лидер группы Алексей Зверьков приглашает на место барабанщика своего давнего приятеля Данилу Белоусова (группа «Бендерс»). В течение года, в новом составе, М&Р сочиняют и готовят к выходу новый материал. Ровно через год и спустя 2 года после выхода альбома «67» (2014), группа анонсирует дату выхода «Медленно стекать в море» (официальная дата выхода 11 мая 2016 года). Альбом включает в себя 12 треков. Для продюсирования материала на стадии записи и сведения был приглашен музыкант Артем Клименко (группа Алоэ Вера, экс-участник группы Обе Две). А также МОРЭ&РЭЛЬСЫ решили отступить от своих DIY правил и выпустить альбом на стороннем лейбле. Как раз в этом же году возобновил свою деятельность лейбл «Nikitin Music Group», который официально и выпустил альбом «Медленно стекать в море». Это впервые, спустя 10 лет, когда в 2006 году лейбл «Союз» выпустил альбом МОРЭ&РЭЛЬСЫ «На Дискач!», после которого группа участвовала на всех значимых фестивалях, звучала на радио и отправилась на гастроли по стране и ближнему зарубежью. В этом же году группа охарактеризовала своё звучание и стиль как «Surf.North», объяснив это географическим расположением и менталитетом своего города (Санкт-Петербург). В звучании альбома «Медленно стекать в море» действительно появились реверберации на голосе и гитарах, свойственных Surf музыке. Но музыканты объясняют особенности стиля Surf.North общим настроением. «Surf» как желание расслабляться и отрываться, «North» как показатель того, что расслабляться и отрываться приходится в суровых условиях и прилагая усилия.
В начале 2017 года Данила Белоусов покидает группу и переезжает на ПМЖ в Болгарию. Вместо него в группу приходит новый барабанщик Виталий Васяев из группы Stereoman.
В апреле 2017 года выходит мини-альбом "Сопливые песни". Альбом был записан при участии Данилы Белоусова (клавишные, драм-машина, бэк-вокал). В альбоме вошли 5 песен. Трек "Переехал в центр" был записан для видео клипа совместно с Владимиром Родионовым (группа Ульи). Новое звучание группы в стиле 80-х удивило многих слушателей.
В 2018 году группе исполнилось 20 лет. В честь чего коллектив дал большие концерты в Москве и Санкт-Петербурге при участии музыкантов ранее игравших в коллективе, а также тур в честь этого события, который включал более 15 городов России и стран Прибалтики.
Так же в честь юбилея, группа издает сборник лучших песен "ХХитс". В который были включены треки с 1998 года по 2018 год. В компиляцию вошла 21 песня.

### Релиз Ломая Суть Демо
К концу 2018 года, группа выпускает новый релиз «Ломая Суть Демо». Релиз состоит из треков, ранее не входивших в альбомы и имеющих статус демо. Несколько треков специально для этого релиза перезаписываются с новым барабанщиком группы Виталием Васяевым.

### Возвращение Дмитрия "Kikiboi" Горяйнова.
В 2019 году, группа приступает к записи нового альбома. Активно давая концерты и выступая на фестивалях.
К сентябрю 2019 года к группе присоединяется Дмитрий "Kikiboi" Горяйнов (игравший в группе с 2007 по 2009 год и принимавший участие в записи альбома "Автостопом по Прибалтике").
В апреле 2020 года выходит первый сингл с нового альбома группы "Папины вещи". Ремикширование и сведение выполнил Дмитрий Горяйнов.
В апреле 2021 года группа выпускает сразу два сингла. "Свобода" и "По прошлому" выходят в свет с разницей 7 дней.
А так же группа запускает спец проект на ютуб канале "МоряАрт". Где использует свои песни в виде саундтреков под культовые фильмы.
На конец 2021 года анонсирует выход нового альбомы.
В декабре 2021 года выходит новый сингл "Джинсы доносил до дыр". Трек попадает в жесткую ротацию на НАШЕ Радио. И шесть недель держится в хит параде Чартова Дюжина.

## Состав

### Текущий состав
- Алексей "Лёлик/Лё" Зверьков — бас-гитара, вокал (1998—2010, 2012—настоящее время)
- Михаил "Шуля" Шульгин — гитара, бэк-вокал (1998—2007, 2009—2010, 2012—настоящее время)
- Дмитрий "Kikiboi" Горяйнов — гитара, бэк-вокал (2007—2009, 2019—настоящее время), клавишные, программирование (2019—настоящее время)
- Виталий Васяев — ударные, перкуссия (2017—настоящее время)

### Бывшие участники
- Алексей Ирхин — ударные (1998—?)
- Эдуард Орлов — ударные (?—?)
- Ярослав Папушин — ударные (?—2003)
- Сергей Орлов — гитара (?—?)
- Илья "Ляпа" Липатов — ударные (2003—2010, 2012—2015)
- Данила Белоусов — ударные (2015—2017)

## Дискография

### Альбомы
- Играть по клубам и доить спонсоров (2002)
- No Electronic.иCovers (2004)
- На дискач!!! (2004)[3]
- Морэ & Рэльсы (2005)[4]
- Автостопом по Прибалтике (2009)
- Сегодня мы не будем спать (2011)[5]
- 67 (2014)
- 67:REMIX (2014)
- Медленно стекать в море (2016)
- Сопливые песни (2017)
- ХХитс (2018)
- Ломая Суть Демо (2018)

### Синглы
- Мальчики и девочки (макси-сингл, D_STROY, 1999)
- А ты уже подружился с охраной? (мини-альбом, D_STROY, 2007)
- Когда-нибудь ты сгоришь (микро альбом, 2013)[6][7]
- Папины вещи (2020)
- Свобода (2021)
- По прошлому (2021)